# Nadleśnictwo Komańcza
Nadleśnictwo Komańcza – jednostka organizacyjna Lasów Państwowych podległa Regionalnej Dyrekcji Lasów Państwowych w Krośnie. Siedziba Nadleśnictwa znajduje się w Komańczy w powiecie sanockim, w województwie podkarpackim.
Nadleśnictwo obejmuje część gmin Bukowsko i Komańcza w powiecie sanockim.

## Historia
Nadleśnictwo Komańcza powstało w 1945 i objęło byłe lasy prywatne znacjonalizowane przez komunistów. Jednak do 1947 nadleśnictwo nie prowadziło działalności z powodu działających w tutejszych lasach oddziałów UPA. W 1947 z nadleśnictwa Komańcza wyodrębniono nadleśnictwa Cisna, Wetlina i Stuposiany, a w 1951 nadleśnictwo Łupków.
1 lipca 1972 połączono nadleśnictwa Komańcza i Łupków oraz część nadleśnictwa Wisłok.

## Ochrona przyrody
Na terenie nadleśnictwa znajdują się trzy rezerwaty przyrody:
- Przełom Osławy pod Duszatynem
- Zwiezło
- Źródliska Jasiołki

oraz część Jaśliskiego Parku Krajobrazowego i Ciśniańsko-Wetlińskiego Parku Krajobrazowego.

## Drzewostany
Typy siedliskowe lasów nadleśnictwa (z ich udziałem procentowym):
- las górski świeży 97,9%
- las górski łęgowy 1,42%
- las górski wilgotny 0,62%
- las mieszany górski 0,03%

Głównym gatunkiem lasotwórczym jest buk. Uzupełnienie stanowią: jodła, sosna, olsza szara, świerk i modrzew.